# 陈国强 (1962年)
陈国强（1962年5月— ），男，汉族，安徽宿州人，中华人民共和国政治人物。1984年7月参加工作，1986年6月加入中国共产党。原西安基础大学机械系毕业，长江商学院EMBA工商管理硕士学位。曾任陕西省人民政府秘书长，副省长。

## 从政经历
1981年9月，陈国强考入原西安基础大学机械系机械制造专业学习。
1984年7月毕业后，一直在陕西省劳动人事厅工作，历任科员、副主任科员、副处长、处长。2004年6月，出任副厅长。2007年8月至2008年3月在美国西弗吉尼亚大学商学院进修。2010年9月，获得长江商学院高级管理人员工商管理硕士学位。
2010年11月，出任陕西省人民政府副秘书长。2013年2月，任陕西省人民政府秘书长、省行政学院院长。2018年1月30日，当选陕西省人民政府副省长。

## 落马
据香港《南华早报》2019年1月17日报道，赵正永落马的同一天，即2019年1月15日下午，陈国强被一群人从陕西省政府大院带走。知情人称，带离过程很迅速，目的也很明确，路人皆诧异。消息很快不胫而走，从大院扩散出来后，闻者颇惊愕，不知所以。2019年3月29日，他被免去陕西省副省长职务，辞去省十三届人大代表。
2020年1月4日，中央纪委国家监委网站宣布以陈国强严重违纪违法开除其党籍和公职，同时将其涉嫌犯罪问题移送检察机关依法审查起诉。2020年6月10日，天津市第一中级人民法院一审公开审理了陈国强受贿一案，天津市人民检察院第一分院指控他在2006年至2018年间利用担任陕西省劳动和社会保障厅副厅长，陕西省人民政府副秘书长、秘书长、副省长等职务上的便利，收受贿赂约人民币3566万余元，同年9月15日，天津市第一中级人民法院一审判处其有期徒刑13年，并处罚金人民币300万元。